# Trương Vũ Phố
Trương Vũ Phố (hoặc Trương Vũ Phổ, tiếng Trung giản thể: 张雨浦, bính âm Hán ngữ: Zhāng Yǔ Pǔ, sinh tháng 8 năm 1962, người Hồi) là chính trị gia nước Cộng hòa Nhân dân Trung Hoa. Ông là Ủy viên Ủy ban Trung ương Đảng Cộng sản Trung Quốc khóa XX, hiện là Phó Bí thư Khu ủy, Bí thư Đảng tổ, Chủ tịch Chính phủ Nhân dân khu tự trị dân tộc Hồi Ninh Hạ. Ông nguyên là Bí thư Thành ủy Ngân Xuyên; Thường vụ Tỉnh ủy, Tổng thư ký, Chủ nhiệm Văn phòng Tỉnh ủy, Bí thư Đảng ủy khối cơ quan Tỉnh ủy Hắc Long Giang.
Trương Vũ Phố là đảng viên Đảng Cộng sản Trung Quốc, có học vị Cử nhân Cơ giới hóa nông nghiệp, Thạc sĩ Quản lý công thương cao cấp, Tiến sĩ Quản trị học, học hàm Cao cấp công chính sư cấp Giáo sư. Ông có sự nghiệp công tác xuất phát điểm từ Hắc Long Giang với hơn 35 năm.

## Xuất thân và giáo dục
Trương Vũ Phố sinh tháng 8 năm 1962 tại huyện Trường Thanh (nay là quận Trường Thanh, thủ phủ Tế Nam, tỉnh Sơn Đông, Cộng hòa Nhân dân Trung Hoa), trong một gia đình người Hồi, lớn lên và tốt nghiệp phổ thông ở Trường Thanh. Tháng 9 năm 1980, ông thi đỗ đại học và tới thành phố Cáp Nhĩ Tân, theo học Học viện Nông nghiệp Đông Bắc (nay là Đại học Nông nghiệp Đông Bắc), tốt nghiệp Cử nhân Cơ giới hóa nông nghiệp vào tháng 7 năm 1984. Vào thời điểm này, ông đồng thời được kết nạp Đảng Cộng sản Trung Quốc. Ông theo học lớp cán bộ trẻ Trường Đảng Tỉnh ủy Hắc Long Giang giai đoạn tháng 3–6 năm 1985; rồi được chọn và theo học lớp cán bộ xuất sắc thứ nhất của Trường Đảng Trung ương Đảng Cộng sản Trung Quốc từ giai đoạn tháng 3–5 năm 2002 ở Bắc Kinh.
Tháng 5 năm 1995 đến tháng 5 năm 1997, Trương Vũ Phố tham gia nghiên cứu sau đại học về quản lý kinh tế và công nghệ ở Đại học Công nghiệp Cáp Nhĩ Tân, rồi trở lại trường từ tháng 6 năm 2005 để nhập học cao học, nhận bằng Thạc sĩ Quản trị kinh doanh dành cho nhà quản lý vào tháng 6 năm 2007. Tháng 3 năm 2009, ông trúng tuyển nghiên cứu sinh ngành khoa học quản lý và nghiên cứu kỹ thuật của HIT, bảo vệ thành công luận án tiến sĩ đề tài "Nghiên cứu mô phỏng và phát triển hệ thống về khả năng cạnh tranh của các thành thị dựa trên tài nguyên than", trở thành Tiến sĩ Quản trị học vào tháng 10 năm 2013. Trong quá trình nghiên cứu, công có nhiều công trình về công tác đảng, công tác chính trị tư tưởng trong các doanh nghiệp nhà nước, doanh nghiệp tập thể, doanh nghiệp có vốn đầu tư nước ngoài, được phong học hàm Cao cấp công chính sư cấp Giáo sư ngành quản lý chính trị.

## Sự nghiệp

### Hắc Long Giang
Tháng 8 năm 1984, sau khi tốt nghiệp đại học, Trương Vũ Phố bắt đầu sự nghiệp của mình khi được nhận vào làm kỹ thuật viên nhà máy sửa chữa thiết bị nông nghiệp của huyện Lan Tây thuộc địa cấp thị Tuy Hóa, tỉnh Hắc Long Giang. Một năm sau, ông lần lượt đảm nhiệm vị trí Phó Chánh văn phòng, Phó Xưởng trưởng của xưởng sửa chữa này. Tháng 8 năm 1985, ông được điều sang huyện Hô Lan (nay là quận Hô Lan), là trợ lý kỹ thuật viên, kỹ sư, Chánh Văn phòng của xưởng sửa chữa ô tô Hô Lan. Tháng 3 năm 1986, ông được điều tới Huyện ủy Hô Lan, nhậm chức Chánh Văn phòng Bộ Mặt trận thống nhất huyện ủy, Phó Chủ nhiệm Văn phòng công tác Đài Loan của Hô Lan. Tháng 5 năm 1990, ông tiếp tục được điều lên Tỉnh ủy Hắc Long Giang, nhậm chức Phó Chủ nhiệm Văn phòng Bộ Công tác mặt trận thống nhất Tỉnh ủy, chủ nhiệm khoa viên cấp chính khoa.
Trương Vũ Phố có gần 15 năm công tác ở Bộ Công tác mặt trận thống nhất, ban đầu ông là Trợ lý Điều tra nghiên cứu viên, Chủ nhiệm Ban Tuyên truyền, Phó Chủ nhiệm Trung tâm Thông tin từ tháng 5 năm 1994 đến tháng 7 năm 1996. Sau đó, ông là Chủ nhiệm Phòng Nghiên cứu chính trị, Tổng biên tập tạp chí "Nghiên cứu mặt trận thống nhất" của Hắc Long Giang cho đến năm 2000, và cũng được phân công kiêm nhiệm làm Phó Bí thư Huyện ủy, Phó Huyện trưởng huyện Vọng Khuê, Tuy Hóa. Tháng 10 năm 2000, ông được bổ nhiệm làm Phó Bộ trưởng Bộ Công tác mặt trận thống nhất Hắc Long Giang, cấp phó sảnh, địa. Tháng 4 năm 2004, ông được điều về địa cấp thị Hạc Cương, vào Ban Thường vụ Thị ủy, nhậm chức Bộ trưởng Bộ Tổ chức Thị ủy, Bí thư Đảng ủy khối doanh nghiệp Hạc Cương, sau đó là Phó Bí thư Thị ủy từ tháng 10 cùng năm.
Tháng 3 năm 2008, Trương Vũ Phố được bầu và được phê chuẩn làm Thị trưởng Hạc Cương, cấp chính sảnh, địa. Đến tháng 2 năm 2013, ông trở thành Bí thư Thị ủy, đồng thời là Chủ nhiệm Ủy ban Thường vụ Nhân Đại Hạc Cương. Tháng 3 năm 2015, ông được điều chuyển tới địa cấp thị Mẫu Đơn Giang, nhậm chức Bí thư Thị ủy Mẫu Đơn Giang, Chủ nhiệm Ủy ban Thường vụ Nhân Đại Mẫu Đơn Giang. Tháng 9 năm 2016, ông được điều về Tỉnh ủy Hắc Long Giang, nhậm chức Tổng thư ký, Chủ nhiệm Văn phòng Tỉnh ủy, Bí thư Đảng ủy khối cơ quan Tỉnh ủy, và là Thường vụ Tỉnh ủy từ tháng 12, cấp phó tỉnh, bộ. Tính đến năm 2021, ông có 37 năm, tức phần lớn sự nghiệp công tác ở Hắc Long Giang, bên cạnh đó, ông cũng là Đại biểu Nhân Đại khóa XII, XIII.

### Ninh Hạ
Tháng 8 năm 2021, Ban Bí thư Ủy ban Trung ương Đảng Cộng sản Trung Quốc quyết định điều chuyển Trương Vũ Phố tới Khu tự trị dân tộc Hồi Ninh Hạ, vào Ban Thường vụ Khu ủy, nhậm chức Bí thư Thành ủy, Bí thư thứ nhất Đảng bộ Cảnh bị thủ phủ Ngân Xuyên của Ninh Hạ. Sau đó, ngày 30 tháng 4 năm 2022, ông được phân công làm Phó Bí thư Khu ủy, đồng thời là Bí thư Đảng tổ Chính phủ Nhân dân Ninh Hạ từ ngày 6 tháng 5, được Ủy ban Thường vụ Nhân Đại Ninh Hạ bầu làm Quyền Chủ tịch Ninh Hạ từ ngày 9 tháng 5 năm 2022. Ông trở thành thủ trưởng hành chính khu tự trị Ninh Hạ từ thời điểm này, cùng giai đoạn và cùng độ tuổi với Bí thư Khu ủy Lương Ngôn Thuận. Cuối năm 2022, ông tham gia Đại hội Đảng Cộng sản Trung Quốc lần thứ XX từ đoàn đại biểu Ninh Hạ. Trong quá trình bầu cử tại đại hội, ông được bầu là Ủy viên Ủy ban Trung ương Đảng Cộng sản Trung Quốc khóa XX.